# Cyphostigma
Genre
Classification APG III (2009)
Cyphostigma est un genre de plantes de la famille des Zingiberaceae.

## Liste d'espèces
Selon World Checklist of Selected Plant Families (WCSP) (16 juil. 2010) :
- Cyphostigma pulchellum (Thwaites) Benth. (1882)

## Espèces
Selon GBIF
- Cyphostigma curtisii
- Cyphostigma diphyllum
- Cyphostigma exertum
- Cyphostigma kandariense
- Cyphostigma latiflorum
- Cyphostigma longitubum
- Cyphostigma pedicellatum
- Cyphostigma pubescens
- Cyphostigma pulchellum

## Espèces aux noms synonymes, obsolètes et leurs taxons de référence
Selon World Checklist of Selected Plant Families (WCSP) (22 sept. 2011) :
- Cyphostigma curtisii (Baker) K.Schum., (1904) = Elettariopsis curtisii Baker, (1892)
- Cyphostigma diphyllum K.Schum., (1904) = Elettariopsis curtisii Baker, (1892)
- Cyphostigma exertumScort., (1886) = Elettariopsis exserta (Scort.) Baker, (1892)
- Cyphostigma kandariense (K.Schum.) K.Schum., (1904) = Elettariopsis kandariensis (K.Schum.) Loes., (1930)
- Cyphostigma latiflorum K.Schum., (1904) = Elettariopsis curtisii Baker, (1892)
- Cyphostigma longitubum K.Schum., (1904) = Elettaria longituba (Ridl.) Holttum, (1950)
- Cyphostigma multiflorum (Ridl.) Ridl., (1899) = Elettaria multiflora (Ridl.) R.M.Sm., (1986)
- Cyphostigma pedicellatum K.Schum., (1904) = Cyphostigma pulchellum (Thwaites) Benth. (1882)
- Cyphostigma pubescens(Ridl.) K.Schum., (1904) = Amomum biflorum Jack, (1820)
- Cyphostigma schmidtii (K.Schum.) K.Schum., (1904) = Amomum biflorum Jack, (1820)
- Cyphostigma serpentinum (Baker) K.Schum., (1904) = Elettariopsis curtisii Baker, (1892)
- Cyphostigma stoloniflorum (K.Schum.) K.Schum., (1904) = Elettaria stoloniflora (K.Schum.) S.Sakai & Nagam., (2000)
- Cyphostigma surculosum (K.Schum.) K.Schum., (1904) = Elettaria surculosa (K.Schum.) B.L.Burtt & R.M.Sm., (1972)